# Gaetano Cappelli

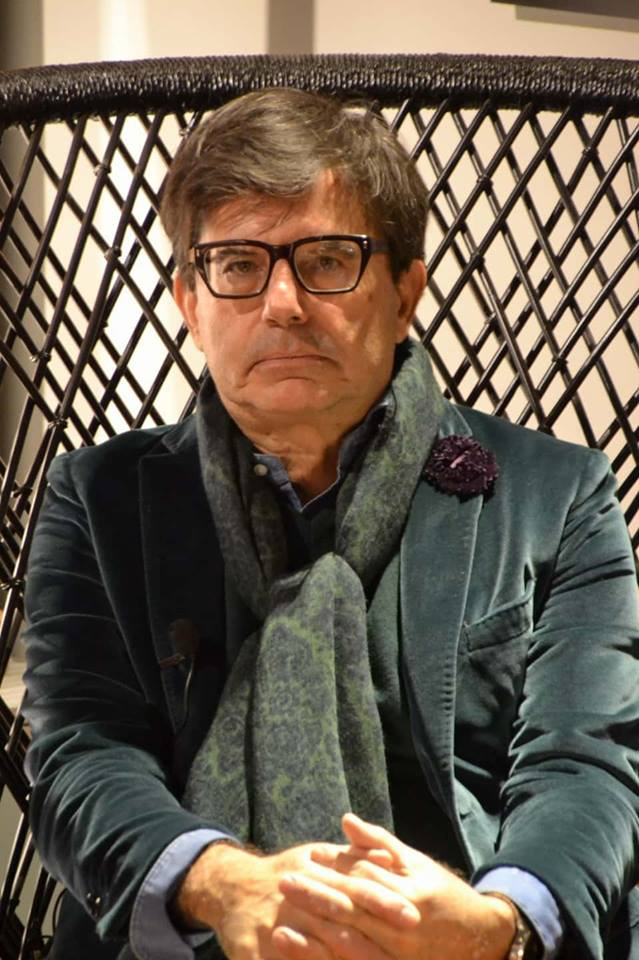
Gaetano Cappelli nel 2017

Gaetano Cappelli (Potenza, 21 maggio 1954) è uno scrittore e germanista italiano.

## Biografia
Gaetano Cappelli si è laureato in Filosofia alla Sapienza di Roma con una tesi sull'estasi e il misticismo nella nuova letteratura nordamericana.
Nel 1982 pubblica per Fastproducts  "Brian Eno, il suo doppio, le musiche possibili" e, con il fratello Tomangelo, il libro di culto Minimal trance music ed elettronica incolta (Sconcerto).
Innamorato da sempre del Romanticismo tedesco, nel 1982 cura l'edizione critica della "Storia meravigliosa di Peter Schelmihl" di Adalbert von Chamisso  e nel 1984 "Vita di Maria Wuz, il maestrino contento di Auenthal" di Jean Paul.
Pubblica il suo primo romanzo nel 1988, dal titolo Floppy disk.
Collabora con il Corriere della Sera, Panorama, Il Messaggero e Class.

## Premi letterari
- Nel 1988 ha vinto il Premio Letterario Basilicata (opera prima) per Floppy disk[1]
- Nel 1996 ha nuovamente vinto il Premio Letterario Basilicata (premio speciale) per Errori[1]
- Nel 2008 ha vinto il Premio Internazionale John Fante per Parenti lontani.
- Nel 2009 il Premio Hemingway con La vedova, il Santo e il segreto del Pacchero estremo.
- Nel 2015 il Premio Targone del Circolo Dorrick con "Scambi, equivoci eppiù torbidi inganni".

## Opere
- Floppy disk, Marsilio 1988. (ristampa Marsilio 2018)
- Febbre, Mondadori 1989.
- Mestieri sentimentali, Frassinelli 1991.
- I due fratelli, De Agostini 1994.
- Volare basso, Frassinelli 1994 (ristampa Marsilio 2009).
- Errori, Mondadori 1996.
- Parenti Lontani, Mondadori 2000 (ristampa Marsilio 2009, ristampa UE Feltrinelli 2018 ).
- Il primo, Marsilio 2005.
- Storia controversa dell'inarrestabile fortuna del vino Aglianico nel mondo, Marsilio 2007 (ristampa UE Feltrinelli 2019
- La vedova, il Santo e il segreto del Pacchero estremo, Marsilio 2008.
- Canzoni della giovinezza perduta, (contiene  Mestieri sentimentali e Errori) Marsilio 2010.
- Baci a colazione, Marsilio 2011.
- Romanzo irresistibile della mia vita vera raccontata fin quasi negli ultimi e più straordinari sviluppi, Marsilio 2012.
- Stelle, starlet e adorabili frattaglie, Mondadori 2014
- Storie scritte sulla sabbia, Marsilio 2014
- Scambi, equivoci eppiù torbidi inganni, Marsilio 2015
- Le stanze dell'antico silenzio. Una fantasia romantica, Edizioni della Cometa 2015
- Una medium, due bovary e il mistero di Bocca di Lupo,  Marsilio 2016
- Quanto sei cool. Piccola guida ai capricci del gusto,  Sonzogno 2017
- Lo snob nella società dello snobismo di massa, Oligo 2022

## Antologie
- Qualcosa di blu, in "Nero Italiano", Mondadori 1990.
- Tre mestieri sentimentali, in "Italiana", Mondadori 1991.
- Toccati, in "Panta", Bompiani 1991.
- Vero amore, in "Crimine", 1995.
- Racconti di fine estate, in "Raccontare Trieste", 1998.
- Canzoni della giovinezza perduta, in "Prefigurazioni", Avagliano Ed. 1999.
- Salvati, in "Sud Disertori", Einaudi 2000.
- L'ombra del falco obeso e la Corvette di Springsteen ovvero il potere delle maledizioni sul destino degli uomini con una stima molto ma molto approssimativa del loro tempo di realizzazione, in "Inediti d'autore", Corriere della Sera 2011.
- Mater panis, Pantagruel, La nave di Teseo 2019.

## Curiosità
Dopo la traduzione in Francia di Storia controversa dell'inarrestabile fortuna del vino Aglianico nel mondo diviene Chevalier de la Confrérie du Tastevin di Borgogna, onore riservato a pochi eletti beoni, tra cui Norman Rockwell e Winston Churchill.

## Audiolibri
- Storia controversa dell'inarrestabile fortuna del vino Aglianico nel mondo, letto da Pino Quartullo, Emons audiolibri, 2014